# خشایار رحیمی
خشایار رحیمی ( متولد ۱۳۷۳ در تهران) کارگردان، فیلمنامه‌نویس، فیلمبردار و طراح گرافیک ایرانی است. او تا کنون چندین فیلم کوتاه ساخته که در ده‌ها جشنواره بین‌المللی به نمایش درآمده و برنده جوایز اصلی نیز شده‌اند. از شاخص‌ترین آثار او می‌توان به فیلم کوتاه آپوفیس (محصول ۱۳۹۶) و ۲۸ درصد خالص (محصول ۱۳۹۴) اشاره کرد. 

## فعالیت هنری
رحیمی دارای مدرک کارشناسی سینما از دانشگاه هنر تهران  و کارشناسی ارشد ارتباط تصویری از دانشگاه تهران است. در طی سال‌های تحصیل، علاوه بر فیلم‌سازی، برگزارکننده اصلی چندبن رویداد مهم از جمله تدکس دانشگاه هنر و استارت‌آپ ویکند هنر بود. علاوه بر این در تیم برگزاری ده‌ها رویداد دیگر هنری و اجتماعی مسئولیت‌های تبلیغاتی، مدیریتی و اجرایی را عهده‌دار بوده است. رحیمی تا کنون موفق به کسب جوایز معتبر ملی و بین‌المللی برای فیلم‌ها و مجموعه‌های عکس خود شده است. او برای فیلم کوتاه آپوفیس برنده جایزه بهترین فیلم کوتاه از جشنواره نهال و دیپلم افتخار بهترین فیلم از جشنواره فیلم تصویر شده است. همچنین برای فیلم کوتاه ۲۸ درصد خالص جایزه بهترین فیلم صدثانیه‌ای جشنواره ریور ایتالیا را کسب کرده است. او همچنین سابقه داوری در جشنواره سینمانیا تگزاس آمریکا را در کارنامه دارد. 

## فیلم شناسی
| سال  | عنوان        | کارگردان | نویسنده | فیلمبردار | تدوینگر | توضیحات                            |
| ---- | ------------ | -------- | ------- | --------- | ------- | ---------------------------------- |
| ۱۳۹۱ | تئوری سقوط   | آری      | آری     | نه        | آری     |                                    |
| ۱۳۹۲ | منطقه آزمایش | آری      | آری     | آری       | آری     | فیلمبرداری مشترک با کیمیا هندی     |
| ۱۳۹۲ | مچالگی       | آری      | آری     | آری       | آری     |                                    |
| ۱۳۹۳ | کپچرد        | آری      | آری     | آری       | آری     | فیلمبرداری مشترک با کیمیا هندی     |
| ۱۳۹۴ | ۲۸ درصد خالص | آری      | آری     | آری       | آری     | کارگردانی مشترک با شاهین جوادی‌نژاد |
| ۱۳۹۶ | آپوفیس       | آری      | آری     | آری       | آری     |                                    |

## جوایز
| جایزه                             | سال  | دسته‌بندی                          | اثر          | نتیجه    | منابع         |
| --------------------------------- | ---- | --------------------------------- | ------------ | -------- | ------------- |
| جشنواره دانشجویی فیلم کوتاه نهال  | ۲۰۱۳ | بهترین فیلم سال اول               | تئوری سقوط   | نامزدشده |               |
| جشنواره دانشجویی فیلم کوتاه ۳۸    | ۲۰۱۴ | جایزه ویژه هیت انتخاب             | منطقه آزمایش | پیروز    |               |
| جشنواره گزارش یک نگرانی           | ۲۰۱۴ | جایزه دوم بهترین فیلم             | ۲۸ درصد خالص | پیروز    | [ ۹ ]         |
| مسابقه عکس نیکون                  | ۲۰۱۵ | مقام سوم مجموعه عکس با موضوع آزاد | پوچی اعترافی | پیروز    | [ ۱۱ ]        |
| جشنواره ریور ایتالیا              | ۲۰۱۵ | بهترین فیلم صدثانیه‌ای             | ۲۸ درصد خالص | پیروز    | [ ۱۲ ]        |
| جشنواره بین‌المللی فیلم مستقل الچه | ۲۰۱۶ | بهترین فیلم کوتاه                 | منطقه آزمایش | نامزدشده | [ ۱۳ ]        |
| جشنواره فیلم تصویر                | ۲۰۱۶ | بهترین فیلم - مسابقه جوانان       | کپچرد        | نامزدشده | [ ۱۴ ]        |
| جشنواره فیلم تصویر                | ۲۰۱۷ | دیپلم افتخار بهترین فیلم          | آپوفیس       | پیروز    | [ ۱۵ ]        |
| جشنواره فیلم کوتاه نهال           | ۲۰۱۷ | بهترین فیلم‌نامه                   | آپوفیس       | نامزدشده | [ ۱۶ ] [ ۱۷ ] |
| جشنواره فیلم کوتاه نهال           | ۲۰۱۷ | بهترین فیلم (زیر ۱۵ دقیقه)        | آپوفیس       | پیروز    | [ ۱۶ ] [ ۱۷ ] |